# コルハン郡
コルハン郡 (英語:Kolhan division、ヒンディー語: कोल्हान प्रमण्डल)はインドのジャルカンド州の中の、5つある郡のうちの1つである。コルハン郡は東シングブーム県、サラーイケーラー・カルサーワーン県と西シングブーム県の3つの県からなる。3県はかつて南チョタナーグプル郡に含まれていた。郡の中心はチャイバサである